# Massawarat

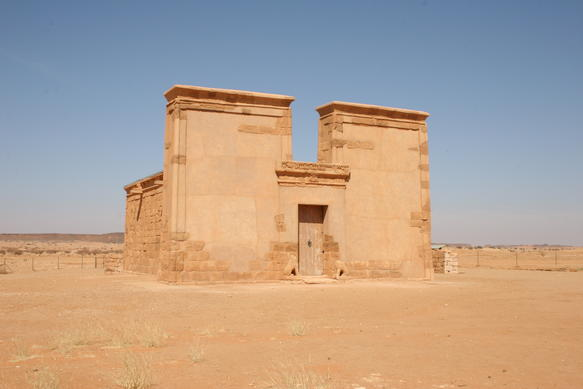
Temple al déu Apedemak, a Massawarat.

Massawarat (àrab: المصورات الصفراء al-Musawwarāt as-sufrā, meroític: Aborepi, antic egipci: jbrp, jpbr-ˁnḫ),fou un temple dedicat al déu Apedemak, situat prop de l'actual ciutat de Shendi, al sud de Mèroe. Les columnes del temple resten encara prou ben conservades. Es diu així perquè està a prop de l'indret de Massawarat es-Sufra sobre el Segle III aC.
Es troba en una gran conca envoltada de turons baixos de pedra sorrenca a l'oest de Butana, 180 km al nord-est de Khartum, 20 km al nord de Naqa i aproximadament 25 km al sud-est del Nil. Les seves coordenades MGRS: 36QWD3477214671. Amb Meroë i Naqa és coneguda com l'illa de Meroe, i va ser catalogada com a Patrimoni de la Humanitat per la UNESCO el 2011. Construït en pedra sorrenca, les característiques principals del lloc inclouen el Gran Recinte, el Temple del Lleó d'Apedemaki el Gran Embassament. El més significatiu és el nombre de representacions d'elefants, cosa que suggereix que aquest animal va tenir un paper important a Musawwarat es-Sufra.